# Marco Minniti
Domenico (Marco) Minniti (ur. 6 czerwca 1956 w Reggio di Calabria) – włoski polityk, działacz partyjny, parlamentarzysta, podsekretarz stanu i wiceminister, w latach 2016–2018 minister spraw wewnętrznych.

## Życiorys
Z wykształcenia filolog. Działalność polityczną rozpoczynał w ramach Włoskiej Partii Komunistycznej. W 1991 przystąpił do powołanego na bazie PCI nowego ugrupowania – Demokratycznej Partii Lewicy. Od 1986 do 1998 był etatowym działaczem partyjnym, pełniąc funkcje krajowego koordynatora. Przeprowadził m.in. transformację PDS w ugrupowanie Demokratów Lewicy. Od 1998 do 2000 był podsekretarzem stanu ds. służb specjalnych w I i II rządzie Massima D’Alemy. Następnie przez rok zajmował stanowisko podsekretarza stanu w Ministerstwie Obrony w gabinecie, na czele którego stał Giuliano Amato.
Mandat poselski po raz pierwszy uzyskał w 2001 do Izby Deputowanych XIV kadencji. Utrzymywał go w 2006 i w 2008 na XV i XVI kadencję. Z Demokratami Lewicy w 2007 przystąpił do nowo powołanej Partii Demokratycznej. Od 2006 do 2008 zajmował stanowisko wiceministra obrony w rządzie, na czele którego stał Romano Prodi. W funkcjonującym w latach 2008–2009 opozycyjnym gabinecie cieni Waltera Veltorniego był wskazywany jako minister spraw wewnętrznych.
W 2013 z listy PD został wybrany do Senatu XVII kadencji, objął funkcję podsekretarza stanu w rządzie Enrica Letty, pozostając na tym stanowisku również w kolejnym gabinecie.
12 grudnia 2016 w nowo utworzonym rządzie Paola Gentiloniego awansował na stanowisko ministra spraw wewnętrznych. W wyborach w 2018 uzyskał miejsce w Izbie Deputowanych XVIII kadencji. 1 czerwca tego samego roku zakończył pełnienie funkcji ministra. W 2021 odszedł z parlamentu w związku z objęciem funkcji przewodniczącego powołanej przez przedsiębiorstwo Leonardo fundacji Med-Or.